# Saint-Aubin-sur-Mer (Seine-Maritime)

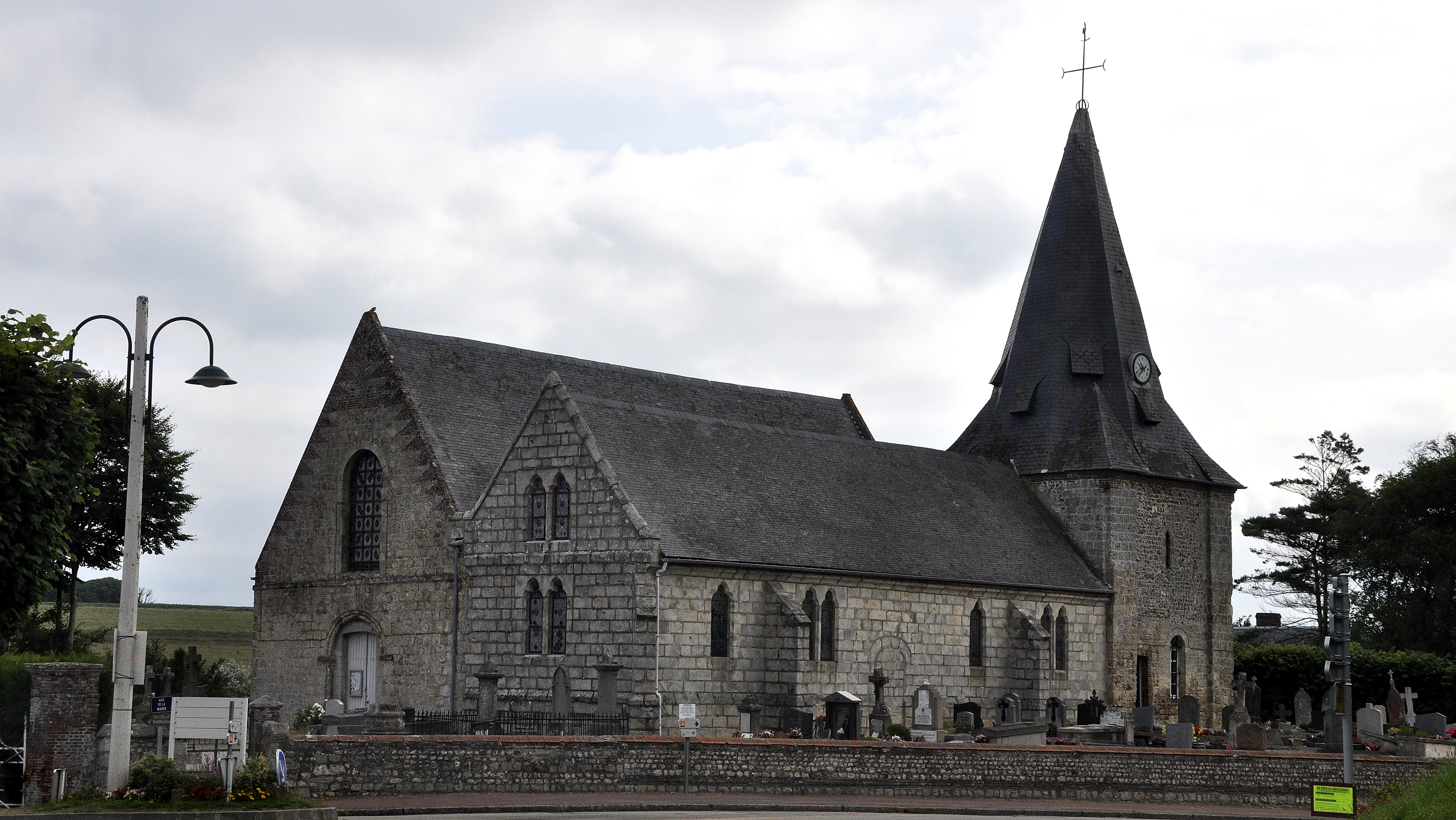
De kerk van Saint-Aubin-sur-Mer

Saint-Aubin-sur-Mer is een gemeente in het Franse departement Seine-Maritime (regio Normandië) en telt 280 inwoners (1999). De plaats maakt deel uit van het arrondissement Dieppe.

## Geografie
De oppervlakte van Saint-Aubin-sur-Mer bedraagt 6,2 km², de bevolkingsdichtheid is 45,2 inwoners per km².
De onderstaande kaart toont de ligging van Saint-Aubin-sur-Mer (Seine-Maritime) met de belangrijkste infrastructuur en aangrenzende gemeenten.

## Demografie
Onderstaande figuur toont het verloop van het inwonertal (bron: INSEE-tellingen).